# Chirocephalus mongolianus
Chirocephalus mongolianus är en kräftdjursart som beskrevs av Uéno 1940. Chirocephalus mongolianus ingår i släktet Chirocephalus och familjen Chirocephalidae. Inga underarter finns listade i Catalogue of Life.